# Driftin’ Blues
Driftin’ Blues ist ein Blues-Standard, der von Charles Brown, Johnny Moore und Eddie Williams geschrieben, im September des Jahres 1945 aufgenommen und im selben Jahr auf einer 10″-Single von Johnny Moores Three Blazers veröffentlicht wurde. Auf der Aufnahme singt Brown, begleitet von seinem Piano. Der Titel wurde mehrfach gecovert, mitunter komplett neu arrangiert und von der Blues Foundation sowie Rock and Roll Hall of Fame ausgezeichnet. Es ist das erste Lied, was von Charles Brown geschrieben und gesungen wurde.

## Coverversionen
Bekannte Coverversionen stammen unter anderem von Earl Hooker, Ray Charles, Lightnin’ Hopkins, Bobby „Blue“ Bland, der Paul Butterfield Blues Band, von Albert King, John Lee Hooker, Billy Eckstine, Little Willie Littlefield und Chuck Berry. Auch der britische Rockmusiker Eric Clapton coverte den Song für seine Alben E. C. Was Here (1975) sowie From the Cradle (1994) und machte den Titel sowohl als B-Seite zu seiner Single Motherless Child als auch während der From the Cradle World Tour einem jüngeren Publikum bekannt.